# El club de los tigritos
El club de los tigritos fue un programa de televisión de corte infantil-juvenil venezolano producido por Venevisión desde 1994 hasta 1999, y transmitido en horario vespertino.
Éste espacio durante sus primeras temporadas y hasta 1997 contó con la conducción de Wanda D'Isidoro y Jalymar Salomón, junto a un elenco conformado por las coanimadoras  Lourdes Martínez y Merly Borras, a su vez acompañadas por un elenco infantil donde destacan: Roxana Chacón, Estefanía López, Tyanny Santos y Yorgelys Delgado. El espacio fue renovado en varias oportunidades, como en 1997 donde salen las animadoras principales quedando bajo la responsabilidad de la conducción principal Roxana, Tyanny, cambiando Yorgelys y Estefanía quienes ya en esa etapa eran adolescentes. Es válido mencionar que el programa durante varias temporadas vacacionales cambió de nombre a "SÚPER CLUB" en 1998 y "RUGEMANÍA"en los meses de agosto de 1999, 2000 y 2001 contando incluso con nuevos animadores como Francine Branyer en 1999, Lourdes Martínez en el 2000, Alex Barrios, Antonella Baricelli, Georgina Palacios, Rebeca Rengifo, Yorgelys Delgado,  Manuel Martínez, Jimmy Quijano, entre otros en el 2001, como finalización del Club de los Tigritos surgió el espacio llamado ATÓMICO en donde incluso transmitieron series y musicales propios del Club, pasando posteriormente a manejar otro estilo,  en éste espacio también aparecían como conductores algunos miembros del Club de los Tigritos como Milena, Patricia, Georgina, Yorgelys, Manuel, Jimmy,  entre otros.

## Formato
El contenido del programa era variedad infantil, este incluía series juveniles, dibujos animados, musicales (con coreografías de Marjorie Flores), concursos, sketchs, parodias, reportajes desde diversos lugares. Se transmitía de lunes a viernes a las 4:30 de la tarde, con una duración de media hora.

## Reparto
El programa se caracterizaba por contar casi exclusivamente con niños y adolescentes como intérpretes y presentadores, y constaba de varios segmentos de canto, baile y actuación. El grupo de baile era conocido como el Ballet de Marjorie Flores en honor a su profesora y coreógrafa.

### Integrantes
- Animadoras: Wanda D'Isidoro  (1994-1997; 1999) y Jalymar Salomón (1994-1997).
- Coanimadoras: Lourdes Martínez (1994-1997) y Merly Borras (1994-1997).
- Acompañadas por las tigritas: Roxana Chacón, Yorgelis Delgado, Estefanía López y Tyanny Santos (1994-1997, 1998 y 1999, desde niñas y gran parte de su adolescencia).
- Otros tigritos: Jefferson Piñero, Carolina Reza, Slauko López, Kitty Soucre, Katherina Santana (1994-1998), Daniela Buitrago, La Niña Gaby.
- Artistas invitados: Mini-Pops, Las Payasitas Nifu-Nifa, Muñeca.

## Versiones
- El club de los tigritos (Chile) fue un programa de televisión de corte infantil-juvenil emitido y producido por la cadena Chilevisión en el horario de las mañanas y las tardes desde diciembre de 1994 hasta 2004.

### Sección
- En el 2014, se incluyeron algunos momentos musicales del Club de los Tigritos en el segmento "Máquina del Tiempo" del programa Atómico.